# Omphalotropis plicosa
Omphalotropis plicosa fue una especie de molusco gasterópodo de la familia Assimineidae en el orden de los Mesogastropoda.

## Distribución geográfica
Fue  endémica de Mauricio.  